# Război de țesut

Schema unui război de ţesut

Război de țesut expus în Casa memorială Constantin Brâncuși

Războiul de țesut este o mașină de lucru utilizată la fabricarea țesăturilor din fibre textile.
Elementele constitutive principale sunt:
- sulurile pentru înfășurarea urzelii și a țesăturii;
- dispozitivul de separare și de dirijare a firelor de urzeală (fuscei, lame cu lamele etc.);
- ițele acționate prin pedale (la războiul manual) sau prin dispozitive cu came;
- dispozitive Jacquard ori ratiere (la războiul mecanizat);
- suveicile și dispozitivele de lansare a acestora;
- vatalele;
- mașinile și dispozitivele de acționare.

Războiul de țesut reprezintă una dintre cele mai vechi invenții ale omului.
Primele războaie de țesut manuale au apărut în mileniul al VI-lea î.Hr.
În antichitate s-au folosit cele de tip vertical, la care țesăturile se realizau prin împletirea manuală a firelor de urzeală cu firul de bătătură, înfășurat pe o vergea ascuțită.
Razboaiele de țesut orizontale s-au răspândit în timpul Evului Mediu.
Primele încercări de mecanizare datează din perioada producției manufacturiere în vestul Europei, când au fost inventate unele mecanisme de lansare a suveicii.
Au fost aduse inovații de: Jacques de Vaucanson (1745) și M. de Gennes (1678).
Apariția în timpul revoluției industriale în Anglia a mașinii de filat (tors) a dat un impuls pentru mecanizarea țesutului.
În 1785, Edmund Cartwright a obținut patentul și a construit primul război de țesut mecanizat, la care suveica, ițele și vatala erau acționate mecanic.

Cea mai importantă invenție aparține lui Joseph Marie Jacquard, care în 1804 - 1808 a realizat mecanismul de comandă automată individuală a ițelor, ceea ce a permis obținerea unor țesături cu desene complicate și variat colorate.
Ulterior s-au adus perfecționări care au permis mărirea vitezei de lucru, oprirea automată, crearea războaielor de țesut specializate etc.
În perioada 1889 - 1894, James Henry Northrop realizează mecanismul de înlocuire automată a țevilor cu firul de bătătură din suveică.
Aceasta, împreună cu mecanismul de oprire automată în caz de defecțiune și cu mecanismul de întindere constantă a urzelii, a permis mărirea numărului de războaie de țesut supravegheate de un singur lucrător până la 100.

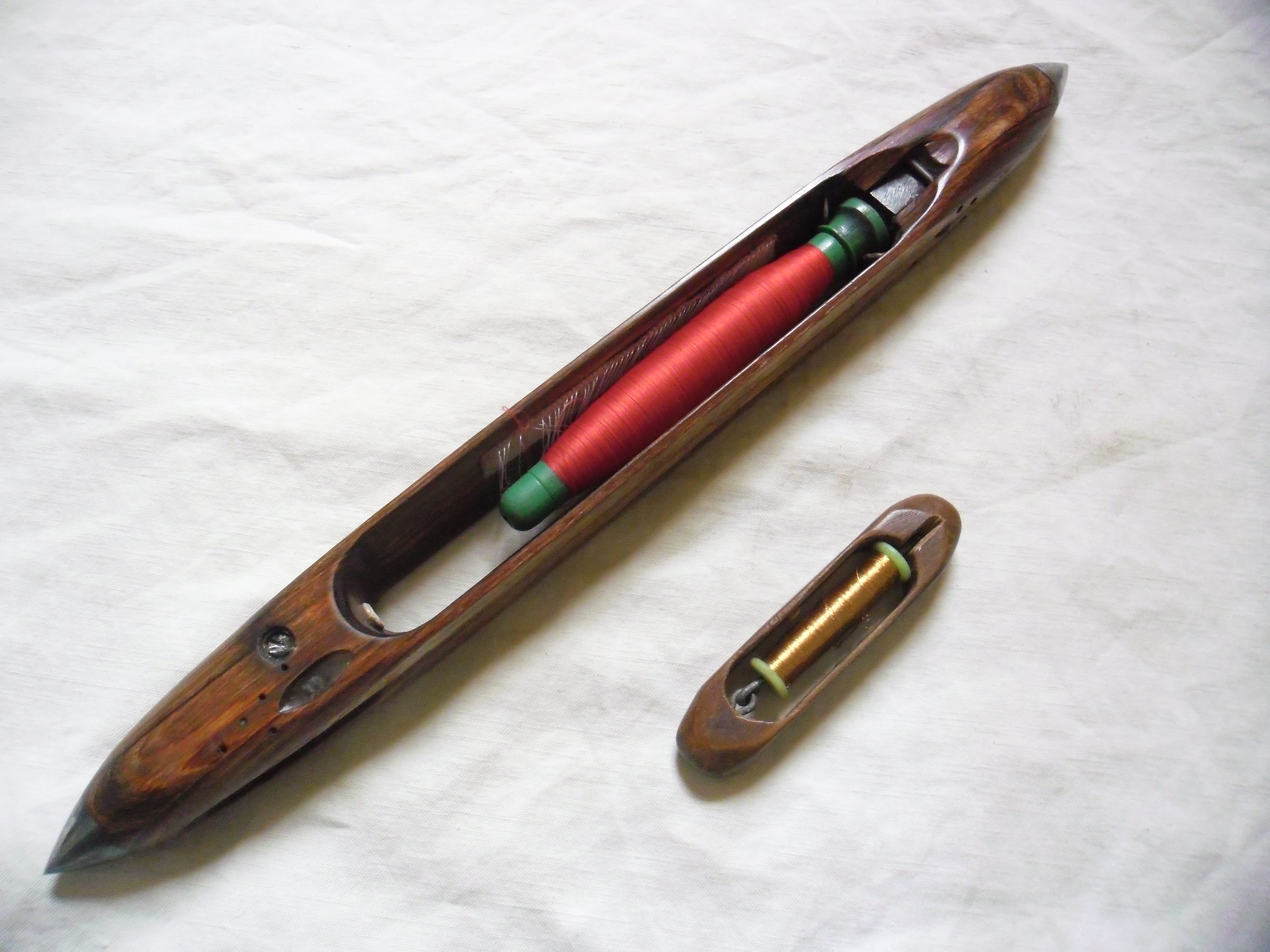
Suveică

În perioada care urmează apar mari fabricanți de războaie de țesut ca: Neumann, Leontiev, Maxbo, Murata, Topor etc.

## Tipuri de război de țesut

### Război suspendat

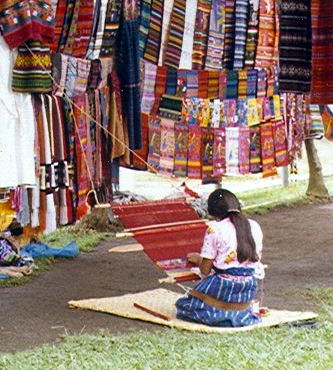
Război suspendat cu un bătător.

Un război simplu cunoscut din civilizațiile antice compus din doua bare între care sunt suspendate ațele urzelii. Prima bară se fixează de un obiect stabil (copac, perete), iar a doua se leagă prin curele de briul țesătorului. Țesătorul se apleacă și alege tensiunea urzelii. Când slăbește tensiunea urzelii se formează spațiul prin care trece suveica cu firul bătăturii. Ornamentul se creează prin alesul firelor. Pe acest tip de război se produc brîe, traistele, ponchouri, covorașe etc. Uneori se reușesc ornamente greu de realizat pe un război orizontal.

Acest articol conține text din Dicționarul enciclopedic român (1962-1966), aflat acum în domeniul public.